# Rakefet
Rakefet (hebr. רקפת; ang. Raqqefet; pol. Cyklamen) – wieś komunalna położona w Samorządzie Regionu Misgaw, w Dystrykcie Północnym, w Izraelu.

## Położenie
Rakefet jest położona na wysokości 324 metrów n.p.m. w centralnej części Dolnej Galilei na północy Izraela. Leży na wzgórzu na zachód od Doliny Sachnin. Na południowym zachodzie jest głębokie wadi strumienia Segew, za którym wznosi się góra Har Szechanija (456 m n.p.m.), która należy do północno-zachodnich wzniesień grzbietu górskiego Gór Jatwat (ok. 500 m n.p.m.). Okoliczne wzgórza są zalesione. W otoczeniu wsi Rakefet znajdują się miasto Sachnin, miejscowości Arraba, Bu’ejne Nudżejdat, Kefar Maneda, Kaukab Abu al-Hidża i Kabul, moszaw Jodfat, oraz wsie komunalne Awtaljon, Koranit, Szechanija, Manof, Segew, Szoraszim i Juwalim. Na wschód od wsi znajduje się wojskowa baza wsparcia logistycznego Sachnin. Wchodzi ona w skład Korpusu Inżynieryjnego Sił Obronnych Izraela i obsługuje od strony wsparcia logistycznego oddziały podległe Północnemu Dowództwu. Jednostka obsługuje bazy wojskowe w Galilei, zabezpieczając transport, dostawy amunicji, sprzętu bojowego, części zamiennych, materiałów budowlanych i paliwa. Tuż obok jest położona ściśle tajna baza wojskowa Jodfat, w której prawdopodobnie odbywa się montaż i demontaż izraelskiej broni jądrowej. Na północnym wschodzie leży strefa przemysłowa Sachnin.
Rakefet jest położona w Samorządzie Regionu Misgaw, w Poddystrykcie Akka, w Dystrykcie Północnym Izraela.

## Demografia
Stałymi mieszkańcami wsi są wyłącznie Żydzi. Tutejsza populacja jest w większości religijna (judaizm):

Źródło danych: Central Bureau of Statistics.

## Historia

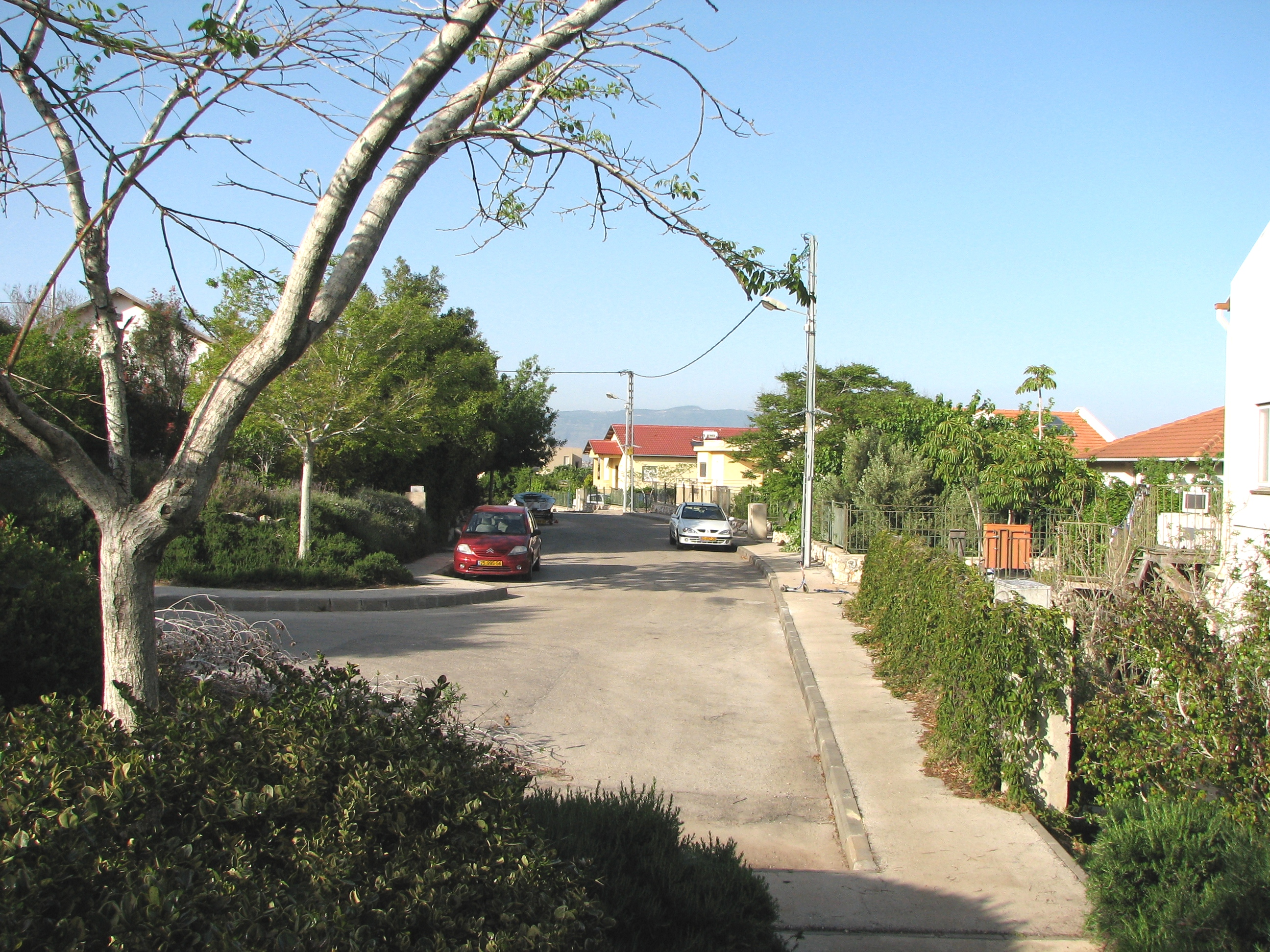
Ulica we wsi Rakefet

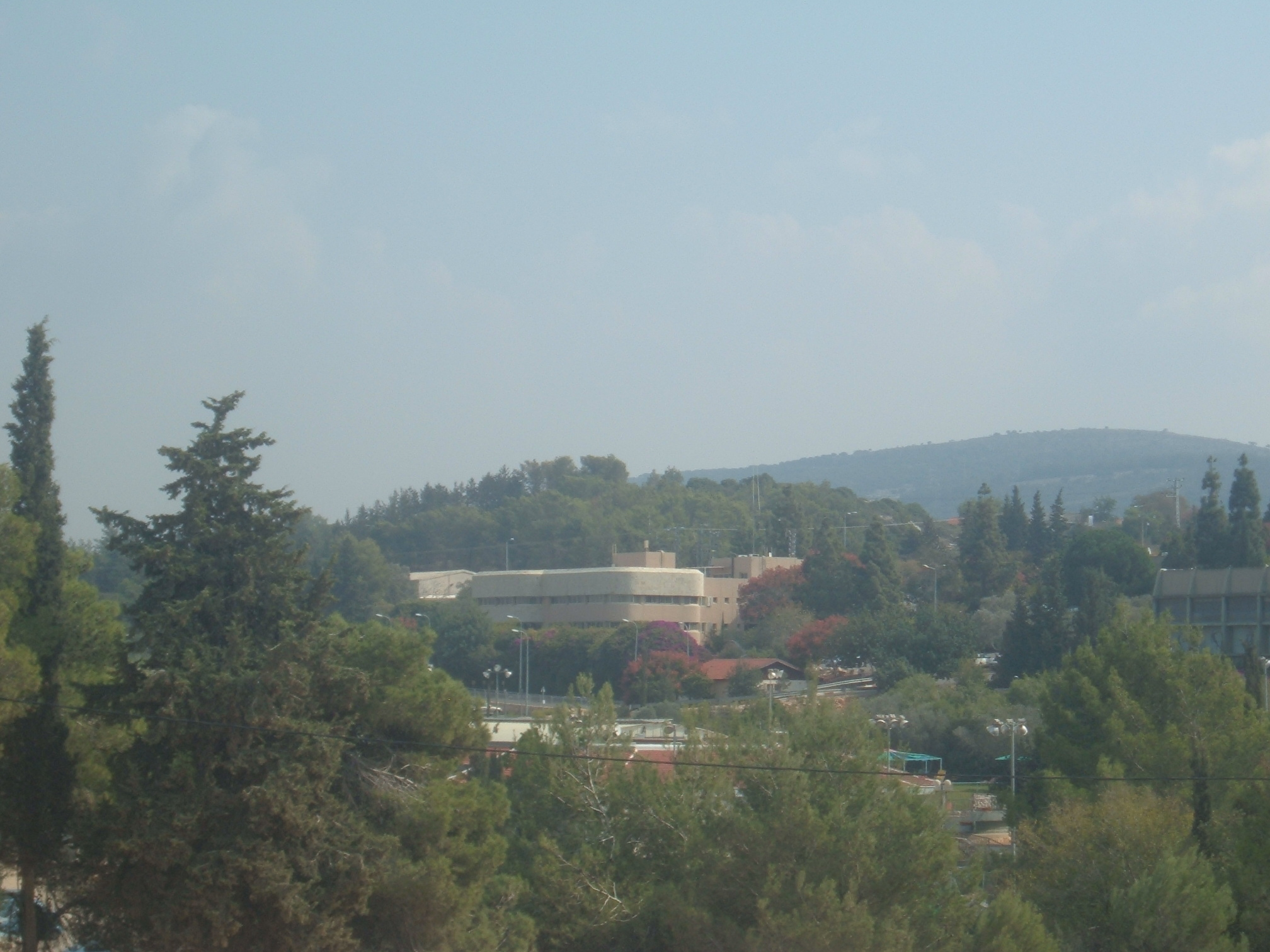
Centrum administracyjne Samorządu Regionu Misgaw

Osada została założona w 1981 roku w ramach rządowego projektu Perspektywy Galilei, którego celem było wzmocnienie pozycji demograficznej społeczności żydowskiej na północy kraju. Grupa założycielska składała się z mieszkańców miast Riszon le-Cijjon i Holon, którzy pragnęli przeprowadzić się w wiejską okolicę. Przeszli oni szkolenie we wsi Moledet. Nowo powstała osada początkowo była tradycyjnym rolniczym moszawem, ale w sierpniu 1989 roku przeszła przez proces prywatyzacji i została przekształcono w wieś komunalną. Istnieją plany rozbudowy wsi.

### Nazwa
Nazwa wsi pochodzi od rosnącego w tej okolicy kwiatu cyklamenu.

## Polityka
Na północny zachód od wsi jest położone centrum administracyjne Samorządu Regionu Misgaw.

## Edukacja
Wieś utrzymuje przedszkole. Bezpośrednio przy wiosce jest położony kompleks szkolny ze szkołą podstawową i gimnazjum.

## Kultura i sport
We wsi jest ośrodek kultury z biblioteką. Z obiektów sportowych jest basen pływacki, sala sportowa z kompleksem boisk, boisko do piłki nożnej, korty tenisowe oraz siłownia.

## Infrastruktura
We wsi jest przychodnia zdrowia, sklep wielobranżowy oraz warsztat mechaniczny. Bezpośrednio przy wyjeździe ze wsi znajduje się duży posterunek policji.

## Gospodarka
Lokalna gospodarka opiera się na działalności usługowej. Część mieszkańców dojeżdża do pracy w pobliskich strefach przemysłowych.

## Transport
Ze wsi wyjeżdża się drogą 7963 na północny wschód na drogę nr 784, którą jadąc na południowy wschód dojeżdża się do bazy wojskowej Jodfat i dalej na południe do moszawu Jodfat oraz wsi Koranit. Jadąc drogą nr 784 na północ dojeżdża się do skrzyżowania z drogą nr 805 i dalej do wsi Juwalim. Natomiast drogą nr 784 jadąc na północny zachód dojeżdża się do wsi Segew, lub na wschód do miasta Sachnin.